# Roc del Cucut (Arboçols)
El Roc del Cucut és una muntanya de 804,5 m alt del límit dels termes comunals d'Arboçols i de Tarerac, tots dos de la comarca del Conflent, a la Catalunya del Nord.

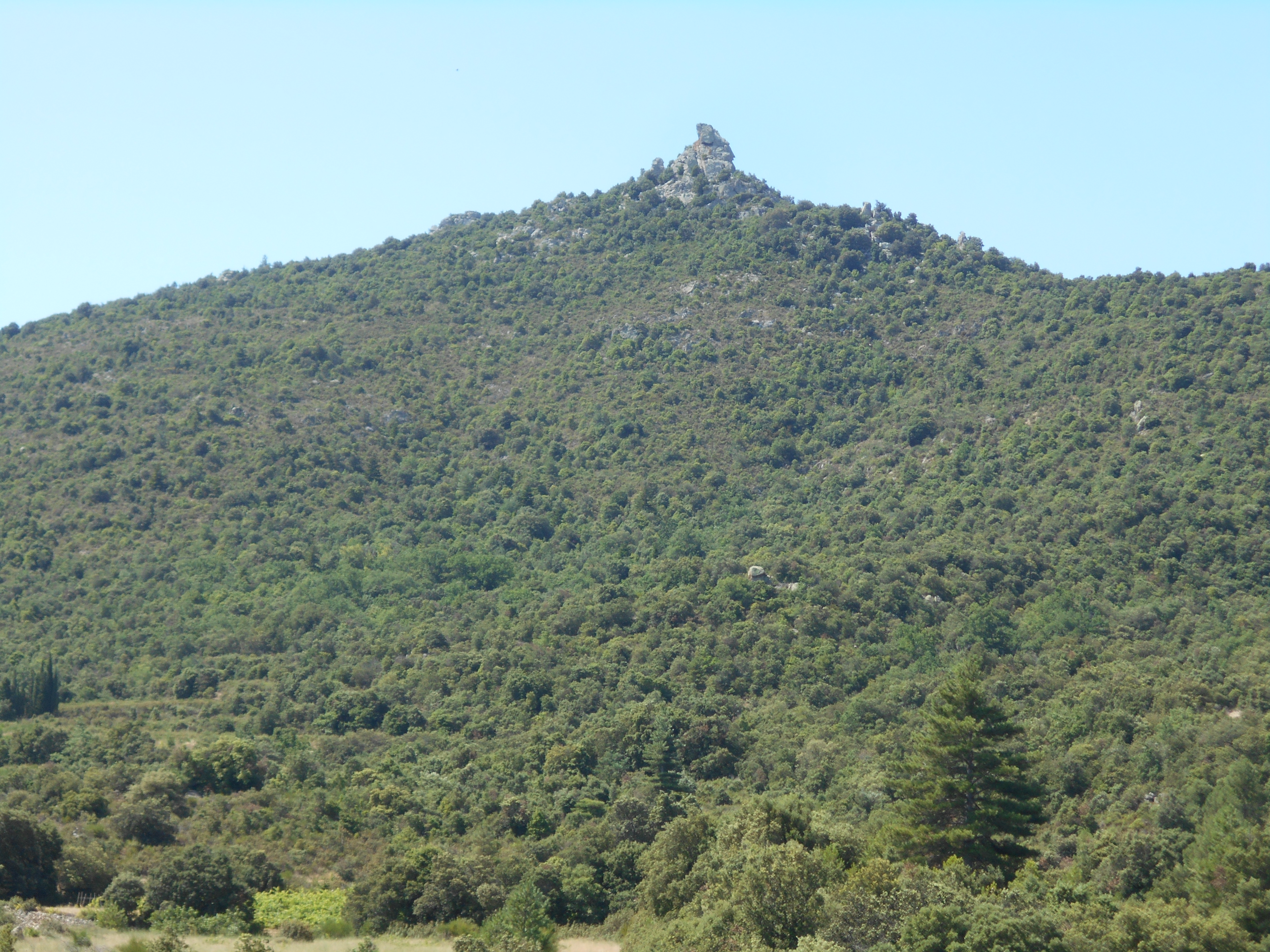
El Roc del Cucut, des de Tarerac

És és a l'extrem nord-oriental del terme d'Arboçols, i a l'occidental del de Tarerac. És a prop al sud-est del Roc de Curet i al nord-oest del Roc del Moro, al sud-oest del poble de Tarerac.